# Krzysztof Kurowski
Krzysztof Kurowski (* 29. August 2006 in Wrocław) ist ein polnischer Fußballspieler, der als linker Verteidiger spielt.

## Karriere

### Verein
Kurowski begann in der Jugendabteilung von Śląsk Wrocław und Olympic Wrocław.
Am 21. Juli 2023 wechselte er in den Profikader von Śląsk Wrocław. Zu seinem Debüt in der Ekstraklasa kam er am 12. August 2023 gegen FKS Stal Mielec, als Wrocław mit 1:3 verlor.

### Nationalmannschaft
Kurowski ist für die polnische U17-Nationalmannschaft aktiv und hat bisher sieben Länderspiele bestritten.